# Euperilampus brasiliensis
Euperilampus brasiliensis is een vliesvleugelig insect uit de familie Perilampidae. De wetenschappelijke naam is voor het eerst geldig gepubliceerd in 1904 door Ashmead.